# Нагірне (Ізмаїльський район)
Нагі́рне (болг. Караагач, рум. Caragacii-Vechi, до 1947 — Карагач) — село Ренійської міської громади, у Ізмаїльському районі Одеської області України. Населення становить 2611 осіб. В національному складі переважають болгари.

## Географія
Село Нагірне розташовано на Придунайській рівнині в західній частині Південного Придунайського степу (Буджацького) на березі озера Кагул, води якого омивають західну частину села. Площа села — 385,82 га. Відстань до районного центру — 37 кілометрів. Поруч із селом проходить автотраса Рені — Болград — Одеса. На півдні через село Орлівка проходить міжнародна траса М-15.

## Історія
Село Нагірне засновано в XVII — ХІХ століттях, коли внаслідок низки російсько — турецьких воєн (1768—1774 рр., 1787—1791 рр., 1806—1812 рр.), землі Північного Причорномор'я були відторгнуті від Турецької (Османської) імперії й увійшли до складу Російської імперії. 
Засновниками села Нагірного стали 118 сімей — вихідців із села Брістак Варненського повіту (Болгарія), яким царський уряд віддав володіння 6619 гектарів землі. Кожна сім'я отримувала ділянку, площею 60 десятин землі. Село отримало назву Старо — Карагач. У 1814 році на кошти парафіян було побудовано храм Святого Миколая.
З 1856 по 1862 роки за умовами Паризького миру, після закінчення Кримської війни Нагірне перебувало в складі Молдавского князівства.
З 1862 по 1877 перебувало в складі об'єднанного Румунського королівства.
З 1877 по 1917 роки перебувало в складі Бесарабської губернії, Ізмаїльского повіту, Російської імперії .
28 жовтня 1920 року країни Антанти підписали з Румунією Паризький протокол, за яким визнали суверенітет Румунії над Бессарабією. Нагірне ввійшло до складу "історичної землі" Бесарабії, жудця Ізмаїла, пласа Рені (станом на 1930 рік).
Радянська окупація відновлена у 1940 року — у результаті пакту Молотова — Ріббентропа (1939), Бессарабія, Північна Буковина були приєднані до СРСР 7 серпня 1940 року, була створена Ізмаїльська область, з територій у південній Бессарабії були об'єднані з УРСР.
12 червня 2020 року, відповідно до Розпорядження Кабінету Міністрів України від № 724-р «Про визначення адміністративних центрів та затвердження територій територіальних громад Одеської області», увійшло до складу Ренійської міської територіальної громади.
19 липня 2020 року, в результаті адміністративно-територіальної реформи і ліквідації Ренійського району, село увійшло до складу новоутвореного Ізмаїльського району.

## Сьогодення
З того часу збереглися функціонують традиційні об'єкти соціально — побутового та культурного призначення. У с. Нагірне працює загально — освітня школа, сільська лікарська амбулаторія, дитячій садок «Казка», поштове відділення, комунальне підприємство, аптека, бібліотека, церков.
У школі навчаються 163 учня, працює 22 вчителя. Діють фольклорні ансамблі «Здравица» та «Нагірняночка». Збирається фольклорний матеріал для пісенної книги на болгарській мові. Вшановуються національні свята болгар, День села.
Безбожні часи все далі відходять у минуле. Зруйновані й занедбані церкві відроджуються. Люди знову звертаються до православної віри. Християнські традиції предків повертаються з духовного підпілля", а релігійні свята займають гідне місце поряд з офіційними.
Одним зі звичаїв, яки активно відновлюються останнім часом є святкування « День Храму» — дня того святого чи релігійної події, на честь якого побудовано місцеву церкву. 22 травня це свято відзначається. Храм присвячений святителю Миколаю Чудотворцю — одному з найшановніших подвижників у всьому християнському світі. Усі вулиці і провулки села заасфальтовані, освітлювані, у кожному дворі є водопровід. 90 відсотків телефоновано, Інтернет.

## Населення
Згідно з переписом 1989 року чисельність наявного населення села становила 3071 особа, з яких 1499 чоловіків та 1572 жінки.
За переписом населення 2001 року в селі мешкали 2592 особи.

### Мова
Розподіл населення за рідною мовою за даними перепису 2001 року:
| Мова       | Відсоток |
| ---------- | -------- |
| болгарська | 85,14 %  |
| російська  | 5,32 %   |
| румунська  | 4,52 %   |
| українська | 3,14 %   |
| гагаузька  | 1,57 %   |
| білоруська | 0,08 %   |
| німецька   | 0,04 %   |

## Економіка
Традиційні заняття мешканців — рослинництво, овочівництво, виноградарство, тваринництво, зокрема вівчарство.

## Відомі особистості
В поселенні народилися:
- Кравчук Валерій Анатолійович (1955) — український важкоатлет, дворазовий чемпіон СРСР, чемпіон Європи, чемпіон світу. Заслужений майстер спорту СРСР.
- Димитар Стефанов (1872—1940) — болгарський політик і військовий діяч.